# Krzysztof Charamsa
Krzysztof Olaf Charamsa (Gdynia, Polònia, 5 d'agost de 1972) és un teòleg polonès i sacerdot suspès que era secretari d'ajudant de la Comissió Teològica Internacional de la Congregació per la Doctrina de la Fe.

## Biografia
Va estudiar a Polònia, Suïssa i Itàlia. Va ser ordenat sacerdot el 1997. Al cap de cinc anys es va doctorar en teologia per la Universitat Pontifícia Gregoriana de Roma.
Autor de diversos llibres i articles, va ser oﬁcial de la Congregació per a la Doctrina de la Fe, antiga Inquisició, i secretari adjunt de la Comissió teològica internacional, l'òrgan més important de consultors teòlegs de la Santa Seu. Durant uns quants anys va ser professor de teologia de les universitats pontifícies Gregoriana i Regina Apostolorum, a Roma.
El 3 d'octubre de 2015, Charamsa va declarar públicament la seva homosexualitat, la qual cosa va causar-li la pèrdua de tots els seus càrrecs i responsabilitats al si de l'Església. Avui viu amb el seu company, Eduard Planas, i es dedica a la defensa dels drets humans, singularment de les dones i de les persones LGBTIQ.

## Obra publicada
- L'immutabilità di Dio. L'insegnamento di San Tommaso d'Aquino nei suoi sviluppi presso i commentatori scolastici, Editrice Gregoriana, Rom 2002.
- Davvero Dio soffre? La Tradizione e l'insegnamento di San Tommaso, Edizioni Studio Domenicano, Bologna 2003 (ISBN 88-7094-485-9).
- Il Rosario – una scuola di preghiera contemplativa, Libreria Editrice Vaticana, Città del Vaticano 2003 (ISBN 88-209-7435-5).
- Percorsi di formazione sacerdotale, Libreria Editrice Vaticana, Città del Vaticano 2005, con G. Borgonovo (ISBN 88-209-7694-3).
- Eucaristia e libertà, Libreria Editrice Vaticana, Città del Vaticano 2006, con G. Borgonovo (ISBN 88-209-7838-5).
- La voce della fede cristiana. Introduzione al Cristianesimo di Joseph Ratzinger – Benedetto XVI, 40 anni dopo, ART, Rom 2009, con N. Capizzi (ISBN 978-88-89174-89-0).
- Abitare la Parola. In compagnia della Madre del Verbo, Editrice Rogate, Roma 2011 (ISBN 978-88-8075-402-2).
- Virtù e vocazione. Un cammino mariano, Editrice Rogate, Roma 2014 (ISBN 978-88-8075-426-8).
- La Prima Pietra. Io, prete gay, e la mi ribellione all'ipocrisia della Chiesa (Autobiografia), Rizzoli, Milan 2016 > Publicada en català per Editorial Gregal amb el títol de La Primera Pedra 978-84-946490-5-9